# 茴香利口酒
茴香利口酒（英語：Anisette，或Anis）是一种茴芹风味的力娇酒，主要消费市场在地中海地區，包括法国、意大利、西班牙、葡萄牙與土耳其等地。与某些茴香风味的酒不同，茴香利口酒是透明无色的，且不含甘草。茴香利口酒是通过蒸馏生产的。法国茴香酒（Pastis）的口味与茴香利口酒差不多，然而是通过浸泡生产的，并且含有茴香籽和甘草。珊布卡是意大利版本的茴香味力娇酒。

## 饮用
茴香利口酒比大多数茴香味力娇酒要甜，因为酿制过程中会加入糖浆。因为度数很高，直接饮用茴香利口酒时刺激性很强，甚至会造成喉咙不适，因此建议兑水慢慢饮用。茴香利口酒可以与别的饮料勾兑饮用，产生可接受的、带淡淡甜味的味道。通常将茴香利口酒与水混合饮用，混合后会乳化成乳白色浓稠液体。在西班牙语中称之为“palomita”。需要将酒和冰水同时倒入杯子中，如果只是将酒倒入水中，那么效果是完全不同的。混合后的酒水越白，说明茴香利口酒的品质越好。